# Тормак
Церковь Тормак (арм. Տորմակ եկեղեցի; также известная как арм. Տորմակադուռ, Тормакадур и арм. Տորմակավանք, тормакаванк) —  армянская церковь, основанная в V—VI веках, располагающаяся в 2 км к югу от села Гюлагарак Лорийской области Армении. В настоящее время находится в руинах.

## История
В окрестностях города Степанаван, недалеко друг от друга, находятся несколько церквей похожей архитектуры — Св. Геворга, Гтеванк, Джиграшен, Куртан, представляющих большой интерес для изучения истории развития церковной архитектуры в переходный период стиля IV—V веков к классическим архитектурным формам VII века.

## Устройство церкви
Церковь представляет собой однонефное строение. Молитвенный зал имеет прямоугольный план. Восточный алтарь разделен на три части парой каменных элементов, к которому с юга примыкает ризница квадратной формы.